# Herb gminy Żołynia
Herb gminy Żołynia – jeden z symboli gminy Żołynia, autorstwa Krystyny Tkacz, ustanowiony 21 marca 1996.

## Wygląd i symbolika
Herb przedstawia na tarczy zakończonej krzyżem dwudzielnej w słup na dwie części: białą i czerwoną (symbolizujące barwy Polski) wizerunek zielonego żołędzia. Nawiązują one do rzekomego pochodzenia nazwy gminy (dziś okazuje się, że oznacza ona popiół drzewny). 